# Émile Bertin (croiseur)
Ne doit pas être confondu avec le bâtiment de ravitaillement.
Pour les articles homonymes, voir Bertin.
L’Émile Bertin était un croiseur léger de la marine française. Il a été baptisé en l'honneur de l'ingénieur du génie maritime Louis-Émile Bertin. Ses caractéristiques ont inspiré la conception des croiseurs légers français de la classe La Galissonnière.

## Caractéristiques
L’Émile Bertin, conçu comme mouilleur de mines et conducteur de flottille de contre-torpilleurs, avait reçu un armement de neuf pièces de 152 mm complètement nouveau, tant par son calibre que par sa disposition en trois tourelles triples. Il disposait, comme artillerie secondaire anti-aérienne, de quatre pièces de 90 mm, en un affût double et deux pièces simples. Son déplacement était de 5 886 tonnes, ses machines développaient 102 000 ch, pour 34 nœuds en service normal, mais il n’avait qu'un léger blindage d’une épaisseur supérieure à 30 mm. Son rayon d’action n’était que de 3 600 nautiques à 15 nœuds. Atteignant 40,2 nœuds à ses essais de vitesse, en développant 137 908 ch, ce fut le croiseur français le plus rapide jamais construit.

## Historique

### La Seconde Guerre mondiale
Jusqu'en 1939, il navigue en Atlantique comme navire amiral d'une flottille de douze contre-torpilleurs. À cette date, le navire est employé pour une mission secrète de transport de l'or de la Banque de Pologne de Beyrouth à Toulon. En avril 1940, il opère avec la Home Fleet britannique lors de la campagne de Norvège. Il est touché par une bombe d'avion qui ne lui cause que de dégâts mineurs.. En mai 1940, il reçoit l'ordre d'évacuer une partie de l'or de la Banque de France. Il effectue  2 traversées de Brest à Halifax les 21 mai et  10 juin 1940. À l'arrivée de son deuxième voyage à Halifax le 18 juin 1940, il réussit à échapper à l'internement, alors que les Britanniques ont déjà la préoccupation de prendre le contrôle des navires de guerre français. Son commandant, le capitaine de vaisseau Battet, reçoit l'ordre de gagner la Martinique. Surveillé par le croiseur lourd HMS Devonshire, l'Émile Bertin rejoint Fort-de-France avec son chargement précieux le 24 juin 1940. L'or est stocké au Fort Desaix jusqu'à la fin de la guerre. Le croiseur séjourne dans la baie de Fort-de-France avec le porte-avions Béarn chargé de  106 avions et le croiseur léger Jeanne d'Arc.
Les trois navires sont à présent neutres à la suite de l'armistice du 22 juin 1940. Ils échappent de peu à la destruction le 3 juillet 1940 lors de l'opération Catapult quand l'ordre donné par l'Amirauté britannique de couler les deux croiseurs et le porte-avions français fut annulé par l'intervention personnelle in extremis du Président des États-Unis Franklin D. Roosevelt. Leur présence et celle de l'or de la banque de France entraînent le blocus total de l'île de la Martinique par les navires anglais et américains. L'Émile Bertin reste au mouillage en 1941 et 1942 hormis pour deux exercices. Le 16 mai 1942, il commence à être désarmé sous la pression des États-Unis.
Après l'occupation de la Zone Sud et le sabordage de la flotte à Toulon, les navires de guerre français internés aux Antilles, restés aux ordres de l'amiral Robert, ne rallient le camp des Alliés qu'avec le ralliement de ces îles à la France Libre, en juillet 1943. L’Émile Bertin est modernisé à Philadelphie de septembre à novembre 1943. Il est équipé d'un sonar et de radars, ses installations aéronautiques ainsi que ses tubes lance-torpilles sont débarqués. Son artillerie antiaérienne est renforcée par deux tourelles doubles supplémentaires de 90 mm et modernisée avec  16 canons antiaériens de 40 mm en 4 affûts quadruples, 20 canons simples de 20 mm à la place des canons de 37 mm et des mitrailleuses de 13,2 mm d'origine. Les installations de mouillage de mines, qui étaient démontables, n'ont jamais été utilisées ; elles sont débarquées.
Il rejoint ensuite la Méditerranée où il participe aux opérations d'appui naval lors des débarquements en Italie puis en Provence. Il effectue également des bombardements côtiers contre les défenses allemandes sur la Riviera italienne.

### L'après guerre
Il appareille de Toulon à destination de l'Indochine en octobre 1945. Il y contribue à diverses opérations (notamment le débarquement au Tonkin) et accueille à son bord la rencontre entre l'amiral Thierry d'Argenlieu et Hô Chi Minh le 24 mars 1946. Il regagne Toulon au mois de juillet suivant. Le 4 décembre 1947, il retourne en France avec à son bord les cendres du général Philippe Leclerc de Hauteclocque qui reposeront dans le Panthéon militaire de l'Hôtel des Invalides, à Paris. Il termine sa carrière à quai à Toulon comme bâtiment-école en 1947, puis est utilisé comme cible entre son désarmement en 1952 et son retrait définitif du service en 1959.

## Liste des commandants
- Capitaine de vaisseau Gabriel Auphan en 1936.
- Capitaine de vaisseau Jean Odend'hal en 1937.
- Capitaine de vaisseau Robert Battet (1940), au départ de Brest, à Halifax puis Fort-de-France
- Capitaine de vaisseau Paul Ortoli (juillet 1944 - novembre 1944), au Débarquement de Provence, Compagnon de l'Ordre de la Libération, Grand-croix de la Légion d'honneur.

## Sources
- (en) Cet article est partiellement ou en totalité issu de l’article de Wikipédia en anglais intitulé « French cruiser Émile Bertin » (voir la liste des auteurs).